# Birds öppning
Den här artikeln använder algebraisk schacknotation för att beskriva schackdragen.
Birds öppning är en schacköppning som definieras av inledningsdraget 1.f4.
Öppningen är känd sen slutet av 1400-talet men uppkallad efter Henry Bird som spelade den från 1850-talet. 
Draget f4 innebär en viss försvagning av vits kungsställning och öppningen är relativt ovanlig.
Vits resultat är sämre än med andra, mer populära, förstadrag.

## Varianter
Svarts vanligaste svar är 1...d5 som är ett slags holländskt i förhand. 
Det kan fortsätta 2.Sf3 Sf6 3.e3.
Svart kan också spela det flexibla 1...Sf6 eller det skarpa 1...e5 med planen 2.fxe5 d6 3.exd6 Lxd6 (Froms gambit, som vit om han vill kan undvika genom att gå över i kungsgambit med 2.e4).

## Partiexempel
Vit: Siegbert Tarrasch
Svart: Fyra italienska spelare
Neapel 1914 
1.f4 d5 2.Sf3 c5 3.e3 Sc6 4.Lb5 Ld7 5.O-O e6 6.b3 Dc7 7.Lb2 f6 8.c4 Sce7 9.Sc3 Sh6 10.Tc1 Lxb5 11.Sxb5 Dd7 12.De2 Sc6 13.cxd5 exd5 14.e4 O-O-O 15.e5 a6 16.Sc3 b5 17.a4 b4 18.Sd1 Kb7 19.exf6 gxf6 20.Lxf6 Te8 21.Se3 Tg8 22.Dd3 Sg4 23.Sxg4 Dxg4 24.Tf2 Dd7 25.Se5 Sxe5 26.Lxe5 Tc8 27.Df3 Kb6 28.d3 Lh6 29.T2c2 d4 30.a5 Kb5 31.Lc7 1-0